# În Junglă
În Junglă este un film american de animație regizat de animatorul Steve Williams, cu un scenariu scris de Ed Decter, John J. Strauss, Mark Gibson și Philip Halprin. A fost produs de Walt Disney Pictures, Fliind al 47-Lea Film Animat De Disney. Hoytyboy Pictures, Sir Zip Studios și Contrafilm. A fost lansat în cinematografepe 14 aprilie 2006 de către Buena Vista Pictures. Filmul a primit critici negative și a făcut încasări de 102 milioane dolari, la un buget de 80 de milioane de dolari. Un joc video care a coincis cu filmul a fost lansat de asemenea.
1. ↑   http://www.boxofficemojo.com/movies/?id=wild.htm Lipsește sau este vid: |title= (ajutor)
2. 1 2 3   http://www.d-zine.se/filmer/vilddjuren.htm Lipsește sau este vid: |title= (ajutor)
3. ↑   http://www.sfi.se/sv/svensk-filmdatabas/Item/?itemid=62900&type=MOVIE&iv=Basic&ref=/templates/SwedishFilmSearchResult.aspx?id%3d1225%26epslanguage%3dsv%26searchword%3d%26type%3dMovieTitle%26match%3dBegin%26page%3d2756%26prom%3dFalse Lipsește sau este vid: |title= (ajutor)
4. ↑   http://www.kinokalender.com/film104_tierisch-wild.html, accesat în 23 decembrie 2017 Lipsește sau este vid: |title= (ajutor)